# Dolophilodes lagarha
Dolophilodes lagarha är en nattsländeart som beskrevs av Malicky 1995. Dolophilodes lagarha ingår i släktet Dolophilodes och familjen stengömmenattsländor. Inga underarter finns listade i Catalogue of Life.